# Grand nègre rifain
Berberia lambessanus
Espèce
Le Grand nègre rifain (Berberia lambessanus) est un lépidoptère appartenant à la famille des Nymphalidae à la sous-famille des Satyrinae et au genre  Berberia.

## Dénomination
Elle a été nommée Berberia lambessanus par Staudinger en 1901.
Synonymes : Satyrus abdelkader var. lambessanus Staudinger, 1901; Satyrus (Cercyonis) abdelkader romeii Rothschild, 1933; Satyrus abdelkader alexander Chnéour, 1937

### Noms vernaculaires
Le Grand nègrerifain se nomme Dark Geant Grayling en anglais.

## Description
Le Grand nègre rifain est de couleur marron foncé à noire, sans aucune plage claire chez le mâle, une bande postdiscale marron moins foncé chez la femelle, un gros ocelle pupillés de bleu à l'apex de l'aile antérieure, un autre ocelle  et des points  postdiscaux bleus parfois très réduits. Les postérieures portent de même un discret ocelle et  des points  postdiscaux bleus parfois très réduits
Le revers des antérieures est semblable, celui des postérieures comporte deux bandes blanches qui limitent une bande posdiscale marron et surtout chez la femelle des nervures blanches très nettes.

## Biologie

### Période de vol et hivernation
Le Grand nègre rifain vole en une génération entre juin et novembre suivant l'altitude.

### Plantes hôtes
Ampelodesmos mauretanica ou Ampelodesmos tenax  était considéré comme la  plante hôte de sa chenille. Mais de récentes études montrent que see plantes hôtes seraient  Stipa nitens, Festuca mairei, Stipa tenacissima, Stipa parvifolia et un Bromus, peut-être Bromus rigidium,,.

## Écologie et distribution
Le Grand nègre rifain est présent en Afrique du Nord, au  Maroc dans le Haut-Atlas et le Moyen-Atlas, dans le rif du nord de l'Algérie, dans le nord-est de la Tunisie et dans l'ouest de la Libye,.

### Biotope
Elle réside sur les pentes rocheuses et dans les bois clairs.

### Protection
Il est considéré comme vulnérable.